# Соколова нива
Соколова нива е българска телевизионна новела по едноименния разказ на Ангел Каралийчев от 1971 година по сценарий Васил Шейтанов. Режисьор е Теодоси Попов, а оператор Константин Терзиев.

## Сюжет
Човешки драми по време на национализацията на земята след социалистическата революция на 9 септември 1944 година. „Твое, мое – вече няма значение“, казва героят на Стойчо Мазгалов .

## Актьорски състав
| В главните роли | Изпълнител       |
| --------------- | ---------------- |
|                 | Стойчо Мазгалов  |
|                 | Цветана Николова |
|                 | Ламби Порязов    |
|                 | Марин Неделчев   |
|                 | Любен Желязков   |
|                 | Васил Мирчовски  |
|                 | Сашо Симов       |